# Terra Rica
Terra Rica est une municipalité brésilienne située dans l'État du Paraná.